# Acontias kgalagadi
Acontias kgalagadi — вид сцинкоподібних ящірок родини сцинкових (Scincidae). Мешкає в Південній Африці.

## Поширення і екологія
Acontias kgalagadi мешкають на півночі Південно-Африканської Республіки, в Ботсвані, на сході Намібії та на крайньому півдні Анголи. Вони живуть в саванах та в напівпустелі Калахарі, віддають перевагу піщаним ґрунтам і дюнам. Зустрічаються на висоті від 650 до 1200 м над рівнем моря.